# Kepler-kráter
A Kepler egy fiatal holdi becsapódási kráter a Viharok óceánja és a Mare Insularum között. Tőle délkeletre található az Encke-kráter.
A Kepler-kráter azért jelentős, mert megvilágítja a körülötte található holdi „tengert”. Ezek a fénysugarak 300 km messze is eljutnak, így felülmúlva a más kráterekről visszaverődő fényt.

## Közeli kráterek
Megállapodás szerint úgy jelzik ezeket a képződményeket a holdi térképeken, hogy a kráter középpontjának arra az oldalára helyezik el a betűt, amely legközelebb található a Kepler-kráterhez.
| Kepler | Szélesség    | Hosszúság    | Átmérő |
| ------ | ------------ | ------------ | ------ |
| A      | é. sz. 7,2°  | ny. h. 36,1° | 11 km  |
| B      | é. sz. 7,8°  | ny. h. 35,3° | 7 km   |
| C      | é. sz. 10,0° | ny. h. 41,8° | 11 km  |
| D      | é. sz. 7,4°  | ny. h. 41,9° | 10 km  |
| E      | é. sz. 7,4°  | ny. h. 43,9° | 6 km   |
| F      | é. sz. 8,3°  | ny. h. 39,0° | 7 km   |
| P      | é. sz. 12,2° | ny. h. 34,0° | 4 km   |
| T      | é. sz. 9,0°  | ny. h. 34,6° | 3 km   |